# Carsten Lingren
Carsten Lingren (født 8. oktober 1965 i Silkeborg) er en dansk forfatter og kunstner og Master i Organisationspsykologi (MPO) fra RUC.